# Typhoon (Bobbejaanland)
Pour les articles homonymes, voir Typhoon.
Typhoon sont des montagnes russes assises de type Euro-Fighter, du parc Bobbejaanland, situées à Lichtaart, en Belgique.

## Le circuit

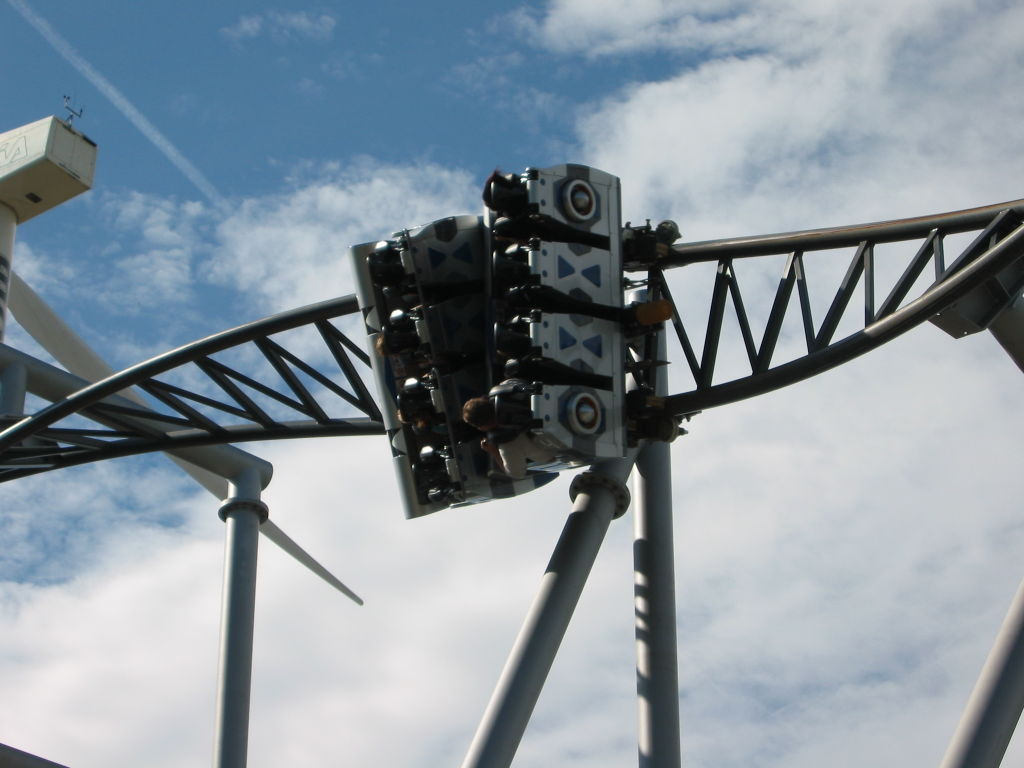
Heartline Roll.

L'attraction démarre par un tournant suivi directement d'un lift hill vertical à chaîne. Aux trois quarts de l'ascension, le lift ralentit pour permettre à un deuxième train de s'engager dessus. Il accélère de nouveau et s'ensuit la descente inclinée à 97°. Tout de suite après s'enchaîne un looping vertical puis le véhicule remonte, tourne et freine légèrement. Après la zone de freins se succèdent deux heartline rolls puis de nouveau une zone de frein. Il enchaîne alors avec une petite descente, tourne vers la gauche et entre dans une nouvelle zone de freins. Il s'ensuit une nouvelle descente suivie d'une spirale ascendante, d'une zone de frein inclinée à 20°. Le train s'engouffre ensuite dans la dernière heartline roll, effectue une spirale descendante (plus petite que la première), un virage incliné et est freiné grâce à des freins magnétiques. Il effectue ensuite une toute petite descente pour sortir de cette zone et rejoint la gare.

## Thème
Les attractions Typhoon et le Giant Frisbee Sledge Hammer (nl) se trouvaient dans une zone sans thème jusqu'en 2018. En 2019, avec l'ouverture de Fury, le secteur est converti en Land of Legends, nouvelle zone thématique dans laquelle chaque attraction représente l'un des quatre éléments naturels : Fury est le feu avec le dragon Fogo, Typhoon représente le vent, Sledgehammer est la terre et un nouveau terrain de jeu aquatique est créé pour représenter l'eau, Naiads Waters. La musique de Land of Legends et de Fury est composée par la société allemande IMAscore. La décoration thématique est l'œuvre des sociétés Leisure Expert Group B.V. et Themebuilders Philippines Inc.

## Statistiques
- Dimensions : 57 m x 29 m
- Capacité : 1 400 personnes par heure
- Force g : 5 g
- Trains : 8 trains d'un wagon composé de deux rangées de quatre personnes pour un total de huit personnes par train.
- Options : Lift hill à chaîne vertical.
- Éléments : Looping vertical de 19 mètres de haut / Double Heartline Roll / Heartline Roll